# Axapusco
Axapusco är en kommun i Mexiko. Den ligger i den nordöstligaste delen av delstaten Mexiko och cirka 130 km nordost om huvudstaden Mexico City. Den administrativa huvudorten i kommunen Axapusco är Axapusco, med 3 324 invånare år 2010. Jaltepec är det största samhället med drygt 5 000 invånare. Axapusco gränsar till delstaten Hidalgo i öst och ligger även mycket nära Tlaxcala.
Kommunen hade sammanlagt 25 559 invånare vid folkräkningen 2010. Kommunens area är 230,94 kvadratkilometer. Axapusco tillhör regionen Zumpango.
Kommunpresient sedan 2016 är Felipe Borja Texocotitla från Institutionella revolutionära partiet (PRI).

## Orter
De fem största samhällena i Axapusco var enligt följande vid folkräkningen 2010.
1. Jaltepec, 5 001 invånare.
2. Santa María Actipac, 7 566 invånare.
3. Axapusco, 3 592 invånare.
4. Santo Domingo Aztacameca, 3 012 invånare.
5. Colonia los Remedios, 1 206 invånare.